# 石見福光站
石見福光站（日语：／ Iwami-Fukumitsu eki */?）是位於島根縣大田市溫泉津町福光，西日本旅客鐵道（JR西日本）的山陰本線車站。
本站曾經在2014年3月時間表改正 時增設了1班上行快速列車，但翌年則被取消，雖然在2016年3月修正時恢復，但現時已回復至只有各站停車的班次。

## 車站構造
車站是一座地面車站，設有1面1線的單式月台，益田方向的列車會開啟左邊車門。出雲市方向與益田方向的列車使用同一月台。車站曾經設有2面2線的相對式月台，現時車站大樓對面的月台已經撤走。車站大樓內設有抽水公廁。
車站由濱田鐵道部管理的無人車站。車站沒有乘車站證明票發行機和自動售票機。車站內設有候車室。

## 歷史
- 1928年10月25日：國有鐵道山陰本線溫泉津站至黑松站之間開設此站。為客運和貨運車站[1]。
- 1973年6月15日：終止貨物起卸業務。
- 1977年6月20日：車站業務委托化[2]。
- 1987年4月1日：隨國鐵分割民營化，車站由西日本旅客鐵道（JR西日本）營運。
- 2015年3月14日：本來快速黃昏上行1班快速停站，在當日起通過此站。此站隨後只有普通列車停站[3]。
- 2016年3月26日：再次設有快速列車停站[4]。

## 使用狀況
以下為近年1日平均乘車人次列表：
| 乘車人次變化 | 乘車人次變化    |
| 年度         | 1日平均乘車人次 |
| ------------ | --------------- |
| 1984         | 236             |
| 1994         | 135             |
| 1999         | 122             |
| 2000         | 111             |
| 2001         | 100             |
| 2002         | 91              |
| 2003         | 100             |
| 2004         | 103             |
| 2005         | 115             |
| 2006         | 105             |
| 2007         | 100             |
| 2008         | 89              |
| 2009         | 67              |
| 2010         | 56              |
| 2011         | 53              |
| 2012         | 47              |
| 2013         | 47              |
| 2014         | 13              |
| 2015         | 18              |
| 2016         | 15              |
| 2017         | 15              |
| 2018         | 14              |
| 2019         | 15              |
| 2020         | 13              |
| 2021         | 9               |

## 車站周邊
- 福波郵局
- 大田市立溫泉津小學
- 福光海灘
- 國道9號

## 相鄰車站
西日本旅客鐵道
山陰本線
普通
溫泉津－石見福光－黑松

## 外部連結
- 石見福光｜車站資訊：JR出門網 - 西日本旅客鐵道